# جاکامبا هات اسپینگز (کالیفرنیا)
جاکامبا هات اسپینگز (به انگلیسی: Jacumba Hot Springs) یک منطقهٔ مسکونی در ایالات متحده آمریکا است که در شهرستان سن دیگو، کالیفرنیا واقع شده‌است. جاکامبا هات اسپینگز ۱۵٫۸۶۶ کیلومتر مربع مساحت و ۵۶۱ نفر جمعیت دارد و ۹۷۹٫۰۳ متر بالاتر از سطح دریا واقع شده‌است.